# Стальная эскадрилья
«Стальна́я эскадри́лья» — марш, написанный в 1929 году (по другим данным — в начале 1930-х годов).
В основе многочисленных вариантов текста песни лежит стихотворение Бориса Ковынева под названием «Авиамарш» (впервые опубликовано 1927 году в газетах «Гудок» (13 июля) и «Красная звезда» (24 июля)).
Известен в основном благодаря советскому фильму «Максим Перепелица», в котором главный герой напевал этот марш в несколько изменённом варианте. Фрагменты песни звучат также в фильмах «Верность» и «Мой друг Иван Лапшин».
Там, где пехота не пройдёт

И бронепоезд не промчится,

Угрюмый танк не проползёт,

Там пролетит стальная птица.

Припев

Пропеллер, громче песню пой, 

Неся распластанные крылья! 

За вечный мир, 

В последний бой 

Лети, стальная эскадрилья! 

1929

## История исполнения
Текст марша со временем неоднократно менялся. Изначально имел нейтральную окраску, однако в годы Великой Отечественной войны марш приобрёл антифашистский оттенок, появились два новых четверостишия:
Пилоту недоступен страх,

В глаза он смерти смотрит смело,

И если надо, жизнь отдаст,

Как отдал капитан Гастелло!

Пусть знает враг, что мы сильны!

Героям-патриотам слава!

За Сталинград и Ленинград

Отплатим мы фашистским гадам!
Впоследствии марш неоднократно использовался в народном творчестве. В частности, на его основе был написан «Марш туриста».